# John Madden (fútbol americano)
John Earl Madden (Austin, Minnesota; 10 de abril de 1936-Pleasanton, California; 28 de diciembre de 2021) fue un jugador, entrenador y periodista de fútbol americano, estadounidense.
Fue entrenador de los Oakland Raiders de la National Football League desde 1969 hasta 1978, obteniendo el Super Bowl XI. Luego fue comentarista en las transmisiones de la NFL desde 1979 hasta 2008, alternando entre las cuatro principales cadenas de televisión (CBS, Fox, ABC y NBC).
Por otra parte, fue asesor y relator de la serie de videojuegos de fútbol americano Madden NFL, que continúa utilizando su nombre luego de su muerte. En 2006 entró a formar parte del Salón de la Fama del Fútbol Americano Profesional.

## Primeros años
Nació en Austin, Minnesota, hijo de Earl y Mary Madden. Su padre, un mecánico automotriz, mudó a la familia a Daly City, California, un suburbio de San Francisco, cuando Madden tenía siete años, en 1941. John Madden asistió a la escuela Jefferson High School, graduándose en 1954.

## Carrera como jugador
Jugó fútbol americano en el College of San Mateo antes de transferirse al Cal Poly en San Luis Obispo, California, donde jugó tanto en el equipo ofensivo como en el defensivo, destacando como offensive tackle. Además jugó como cácher en el equipo de béisbol de Cal Poly. Madden fue seleccionado en la 21ª ronda (la selección global 244) por el equipo de la National Football League Philadelphia Eagles en 1958, pero una lesión en la rodilla causada en los campos de entrenamiento un año después terminó su carrera como jugador.

## Carrera como entrenador

### Fútbol universitario
Comenzó su carrera como entrenador en la escuela Buffalo State College, mientras trabajaba en su maestría en Cal Poly. En 1960, se convirtió en entrenador asistente en la escuela Allan Hancock College y fue promocionado a entrenador en jefe en 1962. después de la temporada de 1963, fue contratado como asistente defensivo en la Estatal de San Diego, en donde estuvo hasta 1966. Durante esa última temporada, los San Diego State Aztecs fueron clasificados entre los mejores equipos de colegios pequeños en todo Estados Unidos. En su estancia en San Diego, Madden estuvo bajo el ala de Don Coryell, a quien Madden da crédito como una de las más grandes influencias como entrenador, y citando que es un lastima que no esté en el Salón de la Fama.

### NFL

#### 1967–1975
Fincado sobre ese éxito, fue contratado como entrenador de linebackers para los Oakland Raiders en 1967, y ayudó al equipo a llegar al Super Bowl II esa temporada. Un año después de que John Rauch renunciara como entrenador de los Raiders para ir a trabajar con los Buffalo Bills, Madden fue nombrado como el entrenador en jefe de los Raiders el 4 de febrero de 1969, convirtiéndose (en ese entonces) en el entrenador en jefe más joven del fútbol americano profesional a la edad de 32 años.
El porcentaje de victorias de John Madden (incluyendo juegos de postemporada) lo sitúa como el mejor en la historia de la liga. Ganó un Super Bowl y nunca tuvo una temporada perdedora como entrenador en jefe. Tal vez, uno de los logros más importantes de Madden fue su marca de 36-16-2, un porcentaje de juegos ganados de .685, en partidos que tuvo en activo en contra de otros 10 entrenadores que también están en el Salón de la Fama.
Sin embargo, su equipo enfrentó la continua frustración de "quedarse cortos" en postemporada, especialmente en contra de Pittsburgh. Cinco derrotas en partidos por el título de la AFC en siete años dejaron a los Raiders con la misma imagen que previamente tenía Dallas, que no eran capaces de "ganar el juego grande." A pesar de un marca de 12-1-1 en 1969, perdieron por 17-7 en contra de los Kansas City Chiefs en el juego de campeonato de la AFL. Tres años después, lo que parecía ser una victoria de último minuto en contra de los Steelers se convirtió en parte de la mitología del fútbol americano profesional con la "Recepción Inmaculada" de Franco Harris, dándole a Pittsburgh la victoria por 13-7. Entonces en 1974, después de vencer al doble campeón defensor del Super Bowl Miami de manera dramática, los Raiders perdieron de nuevo con los Steelers en el juego de campeonato de la AFC.

#### 1976
En 1976, cambió la suerte de los Raiders cuando lograron terminar la temporada regular con marca de 13-1, ganaron de manera controversial en contra de New England y finalmente vencieron a los Steelers por el campeonato de la AFC. Entonces el 9 de enero de 1977, el equipo de Madden pudo ceñirse la corona de NFL al capturar el primer Super Bowl en la historia de Oakland con una convincente victoria por 32-14 sobre Minnesota.

#### 1977–1978
Los Raiders perdieron el juego de campeonato de la AFC en 1977 con los Denver Broncos con Madden teniendo dificultades con una úlcera casi toda esa campaña. Se retiró en la temporada de 1978 cuando los Raiders no pudieron llegar a postemporada.
Se retiró no solo con un anillo de Super Bowl en sus créditos, sino siendo el entrenador en jefe más joven en alcanzar 100 victorias en temporada regular, un récord que logró en solo diez temporadas como entrenador en jefe, a los 42 años de edad.

## Estadísticas de John Madden con los Oakland Raiders
| Año     | Marca de temporada | % de victorias | Posición final | Marca de postemporada | Resultados de postemporada |
| ------- | ------------------ | -------------- | -------------- | --------------------- | --- |
| 1969    | 12-1-1             | 0.923          | 1º - AFC Oeste | 1-1                   | Ganó los playoffs divisionales (Oilers) 56-7 Perdió el Campeonato de la AFL (Chiefs) 17-7                                          |
| 1970    | 8-4-2              | 0.643          | 1º - AFC Oeste | 1-1                   | Ganó los playoffs divisionales (Dolphins) 21-14 Perdió el Campeonato de la AFC (Colts) 27-17                                       |
| 1971    | 8-4-2              | 0.643          | 2º - AFC Oeste | -                     | No alcanzó los playoffs |
| 1972    | 10-3-1             | 0.750          | 1º - AFC Oeste | 0-1                   | Perdió los playoffs divisionales (Steelers) 13-7                                                                                   |
| 1973    | 9-4-1              | 0.679          | 1º - AFC Oeste | 1-1                   | Ganó los playoffs divisionales (Steelers) 33-14 Perdió el Campeonato de la AFC (Dolphins) 27-10                                    |
| 1974    | 12-2               | 0.857          | 1º - AFC Oeste | 1-1                   | Ganó los playoffs divisionales (Dolphins) 28-26 Perdió el Campeonato de la AFC (Steelers) 24-13                                    |
| 1975    | 11-3               | 0.786          | 1º - AFC Oeste | 1-1                   | Ganó los playoffs divisionales (Bengals) 31-28 Perdió el Campeonato de la AFC (Steelers) 16-10                                     |
| 1976    | 13-1               | 0.929          | 1º - AFC Oeste | 3-0                   | Ganó los playoffs divisionales (Patriots) 24-21 Ganó el Campeonato de la AFC (Steelers) 24-7 Ganó el Super Bowl XI (Vikings) 32-14 |
| 1977    | 11-3               | 0.786          | 2º - AFC Oeste | 1-1                   | Ganó los playoffs divisionales (Colts) 37-31 Perdió el Campeonato de la AFC (Broncos) 20-17                                        |
| 1978    | 9-7                | 0.563          | 2º - AFC Oeste | -                     | No alcanzó los playoffs |
| Totales | 103-32-7           | 0.750          | -              | 9-7                   | |

- El porcentaje de victorias sólo tiene en cuenta los resultados de la temporada regular

## Carrera como periodista
Madden fue contratado por CBS como comentarista de las transmisiones de la NFL. En 1981 pasó a integrar la dupla principal de la cadena junto con el relator Pat Summerall. En 1994 pasó a la cadena Fox junto con Summerall. En 2002 se incorporó a la cadena ABC como comentarista del Monday Night Football, en este caso junto a Al Michaels. En 2006 se unió a NBC, coinvirtiéndose en el primer periodista en trabajar para las cuatro principales cadenas del país, y se retiró luego del Super Bowl XLIII a principios de 2009.

### All-Madden
En 1984, Madden tomó el consejo del entrenador de la NFL John Robinson (amigo de Madden desde la infancia) y creó el equipo "All-Madden", un grupo de jugadores que Madden pensó representaban al fútbol americano y jugaban de la manera que él pensó se debería jugar. Madden continuó escogiendo su equipo All-Madden hasta 2001. Madden hizo un equipo especial del décimo aniversario de los equipos All-Madden llamado "10th Anniversary All-Madden Team" en 1994, un "All-Madden Super Bowl Team" en 1997 y un "All-Time All-Madden Team" en 2000. All-Madden fue también el título del tercer libro de Madden (después de Hey, Wait A Minute I Wrote a Book y One Knee Equals Two Feet).
Madden explicó, "Que significa ser un "All-Madden"? Es un rango muy amplio de cosas. Para los linieros defensivos y linebackers, se trata de un Jack Youngblood jugando con una pierna hecha pedazos, un Lawrence Taylor causando estragos a un equipo ofensivo y a un Reggie White haciendo desear a otro jugador que debió poner un poco más en el plato de las limosnas de la iglesia. Se trata de un jugador que termina con el uniforme sucio, lodo en la cara y pasto en los orificios del casco." ABC Sports alguna vez declaró que, "el equipo All-Madden se ha convertido en sinónimo de grandeza."
Muchos otros jugadores de los más conocidos en la NFL han estado en varios equipos All-Madden han sido Howie Long, Dan Hampton, Ronnie Lott, Richard Dent, Jackie Slater, Andre Tippett, Walter Payton, Mark Bavaro y Bruce Smith.

## Salón de la Fama
El Salón de la Fama del Fútbol Americano Profesional honró a Madden cuando fue seleccionado como miembro del mismo el 5 de agosto de 2006 por su labor como entrenador en jefe.

## Fallecimiento
La NFL anunció mediante un comunicado que John Madden falleció de forma "inesperada" en la mañana del 28 de diciembre de 2021, sin agregar más detalles sobre el deceso.

### Prensa
- CNN Money article on Madden salary
- Cal Poly Sports Information office
- NFL on FOX "A-Team" - Pat Summerall/John Madden (1994-2001) Archivado el 5 de marzo de 2016 en Wayback Machine.
- http://www.youtube.com/watch?v=Hv6RbEOlqRo